# Megachile centuncularis
Megachile centuncularis là một loài ong trong họ Megachilidae. Loài này được Linnaeus miêu tả khoa học đầu tiên năm 1758.